# لويز هامبرتو كارنيرو
لويز هامبرتو كارنيرو (24 مارس 1953 - 17 أبريل 2021) سياسي ومزارع برازيلي. عضو في الحزب الديمقراطي الاجتماعي البرازيلي ، خدم في الجمعية التشريعية لميناس جيرايس من 2003 إلى 2021.

## السيرة الشخصية
وُلد كارنيرو في أوبرلانديا، ونشأ في عائلة من المزارعين. بدأت حياته العامة في عام 1990 عندما انضم إلى اتحاد المناطق الريفية في أوبرلانديا، الذي كان رئيسًا له حتى عام 1998. وشغل منصب وزير الزراعة ببلدية أوبرلانديا من 1991 إلى 1995 ووزير الإسكان البلدي من 1995 إلى 1999.
تم انتخاب كارنيرو لعضوية الجمعية التشريعية لميناس جيرايس في عام 2002 وأعيد انتخابه في عامي 2006 و2010. وفي عام 2005 تم اختياره لقيادة مجلس تنمية القطاع الخاص في الجمعية التشريعية، حيث أعيد انتخابه باستمرار لهذا المنصب حتى عام 2010. كما قاد أيضًا وقف الدعم لحاكم ولاية ميناس جيرايس السابق إيسيو نيفيس. ثم دعم الحاكم التالي أنطونيو أناستاسيا. في عام 2012 ترشح كارنيرو لمنصب عمدة أوبرلانديا، لكنه خسر أمام مرشح حزب العمال جيلمار ماتشادو، الذي حصل على 68.72٪ من الأصوات.
توفي لويز هامبرتو كارنيرو بسبب كوفيد 19 في أوبرلانديا في 17 أبريل 2021 عن عمر يناهز 68 عامًا.